# Сеймов Валентин Михайлович
Сеймов Валентин Михайлович (1928—2008) — український вчений у галузі механіки, доктор технічних наук (1977), професор (1988).
Народився 14 червня 1928 р в хуторі Рябов Нижньо-Волзького краю (по документам — Кругловського району Сталінградської обл.), тепер — хутір Рябовський Олексіївського району Волгоградської обл. Російської Федерації.

Alma mater Ленінградський інститут інженерів водного транспорту
Галузь наукових інтересів механіка деформівного твердого тіла, динамічна теорія пружності
Заклад Інститут гідромеханіки НАН України
Вчене звання професор
Науковий ступінь доктор технічних наук
Науковий керівник Член-кор. АН України Борис Андрійович Пишкін
Відомі учні Член-кор. НАН України д.т.н. Трофимчук Олександр Миколайович та 3 кандидати наук
Відомий завдяки: Дослідженням динамічної взаємодії фундаментів гідротехнічних та енергетичних споруд з ґрунтовою основою.
Примітки Засновник наукової школи в галузі прикладної механіки, досліджень нестаціонарної взаємодії жорстких та деформівних тіл з пружними та рідинними середовищами.

## Освіта та наукові ступені
- У 1947—1952 рр. навчався у Ленінградському інституті інженерів водного транспорту за спеціальністю інженер-гідротехнік.
- 1956—1958 рр. аспірант Інституту гідрології і гідротехніки АН УРСР за спеціальністю гідротехніка.
- 1960 — здобув науковий ступінь кандидата технічних наук після захисту у 1959 р. дисертації «Исследование напряжений в плитах гидротехнических сооружений при учете сил трения по контакту с основанием» («Дослідження напружень у плитах гідротехнічних споруд з урахуванням сил тертя по контакту»)
- 1977 — здобув науковий ступінь доктора технічних наук після захисту у 1974 р. дисертації «Некоторые динамические контактные задачи теории упругости и гидроупругости» («Деякі динамічні контактні задачі теорії пружності та гідропружності»)

## Кар'єра
- 1952—1955 рр. — інженер-проектувальник, старший інженер Управління будівельно-монтажних та підводно-технічних робіт № 1, м. Саратов.
- 1956—1958 рр. аспірант Інституту гідрології і гідротехніки АН УРСР.
- 1958—1962 рр. молодший науковий співробітник Інституту гідрології і гідротехніки АН УРСР.
- 1964—1971 рр. старший науковий співробітник Інституту гідрології і гідротехніки АН України, а з 1964 р. — Інституту гідромеханіки Академії наук УРСР,
- 1971—1972 рр. — виконувач обов'язків директора Інституту гідромеханіки Академії наук УРСР.
- 1972—1977 рр. — заступник директора Інституту гідромеханіки Академії наук УРСР з наукової роботи.
- 1976—2007 рр. — завідувач відділу динаміки пружних систем в рідинному середовищі Інституту гідромеханіки Академії наук УРСР (Інституту гідромеханіки Академії наук України, Інституту гідромеханіки Національної академії наук України).

## Наукові дослідження
Проводив дослідження з теорії пружності, динаміки фундаментів на пружній основі, взаємодії гідротехнічних споруд з водою. Розробив методи розв'язку динамічних контактних задач методом ортогональних поліномів. На цій основі створив теоретичні моделі та методики розв'язання задач динамічної взаємодії плит та фундаментів споруд з ґрунтовою основою, сейсмостійкості споруд та динаміки морських гравітаційних платформ.
Дослідження застосовувалися, зокрема, при аналізі динаміки та сейсмостійкості гідротехнічних та енергетичних споруд, проектуванні гравітаційних морських платформ на шельфі о. Сахалін, атомних електростанцій: Хурагуа, Белене, Чорнобильської та інших.

## Публікації
Має понад 120 наукових праць, підготовлених особисто та у співавторстві, в тому числі — монографії
- Сеймов В. М. Розрахунок балочних плит на пружній основі з урахуванням сил тертя по контакту / В. М. Сеймов. — К. : Вид-во АН УССР, 1962. — 108 с.
- Сеймов В. М. Динамические контактные задачи / В. М. Сеймов. — К. : Наукова думка, 1976. — 284 с.
- Сеймов В. М. Динамика и сейсмостойкость гидротехнических сооружений / В. М. Сеймов, Б. Н. Островерх, А. И. Ермоленко. — К. : Наукова думка, 1983. — 318 с.
- Сеймов В. М., Трофимчук А. Н., Савицкий О. А. Колебания и волны в слоистых средах. — К.: Наукова думка. — 1990. — 224 с.
- Сеймов В. М., Абдуллаев У. Р., Мамажанов Б. М. Колебания балочных плит на упругой полуплоскости с учетом сил трения по контакту. — Ташкент: Изд-во «ФАН» АН Республики Узбекистан. — 1991. — 112 с.

## Педагогічна діяльність
Підготував 5-х кандидатів та 1-го доктора наук.

## Науково-громадська діяльність
Був членом наукової Ради по проблемі «Гідромеханіка» при Президії АН УРСР, членом секції «Теорія контактної взаємодії твердих тіл» наукової ради по тертю і мастилам АН СРСР, референтом реферативного журналу «Механіка».
Входив до складу трьох спеціалізованих вчених рад на здобуття вченого ступеня доктора наук.

## Відзнаки
- 1971 — медаль «За доблестный труд».
- 1982 — медаль «В память 1500-летия Киева»
- 1984 — медаль «Ветеран труда»
- Почесна грамота ЦК КПРС, РМ СРСР, ВЦРПС та ЦК ВЛКСМ

Похований на Берковецькому цвинтарі в м. Київ